# NGC 6272
NGC 6272 је спирална галаксија у сазвежђу Херкул која се налази на NGC листи објеката дубоког неба.
Деклинација објекта је + 27° 55' 51" а ректасцензија 16h 58m 58,2s. Привидна величина (магнитуда) објекта NGC 6272 износи 14,8 а фотографска магнитуда 15,6. NGC 6272 је још познат и под ознакама CGCG 169-22, KUG 1656+280, PGC 59367.